# Panzerpappa
Panzerpappa is een Noorse band. Ze spelen progressieve rock met een vleugje jazzrock. Zelf geven ze aan hevig beïnvloed te zijn door Motorpsycho, Univers Zero en King Crimson.
Belangrijkste man uit de band in Trond Gjellum. Hij speelt al vanaf 1996 in diverse bandjes, waaronder Sangioveze. Op een reis naar Londen vanwege het uitbrengen van het album The Night Watch van King Crimson ontmoet hij Tore Abrahamsen.
In 1999, als Gjellum Sangioveze verlaat, krijgt Panzerpappa een definitieve start. 1999 ziet hun debuut op het podium (Oslo 10 november 1999), eerst zelfstandig en daarna volgt nog een aantal concerten met White Willow. In 2000 wordt het menens, ze krijgen een eigen repetitieruimte; een tournee in het voorprogramma van Anekdoten volgt. Panzerpappa bestaat dan uit:
- Knut Tore Abrahamsen – gitaar;
- Steiner Børve – toetsen, saxofoon;
- Trond Gjellum – slagwerk en percussie
- Jørgen Skjulstad – basgitaar, gitaar, toetsen en percussie.

In 2001 begint het dan te rommelen in de band. Abrahamsen gaat leven in Kopenhagen en Skjulstad heeft andere verplichtingen. Men is niet tevreden over het resultaat (2) van het nieuwe album. Er komen nieuwe musici bij. De band bestaat dan uit:
- Steinar Børve – toetsen, saxofoon;
- Trond Gjellum – slagwerk en percussie;
- Anders Krabberød – basgitaar;
- Jarle Storløkken – gitaar en toetsen.

Storløkken en Krabberød worden gehaald uit de band rondom Richard Sinclair, eens een van de frontmannen van Caravan en Camel. Ook verandert de stijl van de band richting Frank Zappa en Van der Graaf Generator, meer complexere muziek. Deze musici vormen nog steeds Panzerpappa.

## Albums
- Panzerpappa (alleen nog CDR)
- …passer gullfisk (2000) (een verzamelalbum met Noorse bands)
- Hulemysteriet (2002)
- Farlig Vandring (2004)
- Korallrevens Klagesang (2006) (met zang van Sinclair)
- Astromalist (2012)
- Pestrottedans (2016)
- Pappa Xmas' Box of Avant Delight (2016, live)
- A TripTo France (2018, live)
- Summarisk Suite (2019)

De albums waren moeilijk te verkrijgen omdat ze alleen in Noorwegen werden gedistribueerd, maar de meesten zijn tegenwoordig ook digitaal op Bandcamp beschikbaar.